# Maria Sandra Cordeiro de Mello
Maria Sandra Cordeiro de Mello (Campo Grande, 6 de maio de 1932 - 1975) foi uma diplomata brasileira. Foi a segunda mulher a cursar o Instituto Rio Branco, após a aposentadoria de Maria José de Castro Rebello Mendes. Foi aprovada no concurso de admissão à carreira diplomática de 1952 ao impetrar mandato de segurança que questionava a proibição da entrada de mulheres na carreira diplomática brasileira, instituída em 1938 (Decreto-lei 791, de 14 de outubro de 1938), alegando, ao pleitear mandado de segurança para inscrever‑se, que a interdição de acesso ao CPCD era discriminatória e contrária, portanto, à Constituição.

## Infância
Filha de Anna Borges de Menezes e João Baptista Cordeiro de Mello.

## Carreira diplomática
Aprovada em 12º lugar nas provas de admissão à carreira de diplomata de 1952, tendo tomado posse como terceira-secretária em 9 de dezembro de 1954, após o Curso de Preparação à Carreira Diplomática, no Instituto Rio Branco. 
Em novembro de 1956, foi designada para duas funções simultâneas: secretária da Comissão Nacional de Fiscalização de Entorpecentes (CNFE) e auxiliar do Gabinete do ministro das Relações Exteriores.
Em 24 de abril de 1957, foi removida para o Consulado-Geral em Roma, onde assumiu as funções de vice-cônsul. 
Entre 1961 e 1962, já promovida a segunda-secretária, serviu provisoriamente na Embaixada do Brasil em Roma. No ano seguinte, ao retornar a Brasília, teve
breve passagem pela Divisão da América Setentrional e foi lotada, em 1964, na Divisão da Organização dos Estados Americanos (DEA).
Em 1966, foi promovida a primeira-secretária. No ano seguinte, assumiu a chefia da Divisão de Comunicação. Em 1968, foi designada chefe da Divisão de Atos Internacionais (DAI). Em 1969, foi promovida a conselheira, após integrar a delegação brasileira à I Reunião Extraordinária e à III Reunião Ordinária de Chanceleres dos Países da Bacia do Prata, em Brasília. 
Em 14 de setembro de 1970, casou-se com José Augusto de Macedo-Soares, então embaixador do Brasil na Turquia, e passou a assinar Maria Sandra de Macedo-Soares. Devido às disposições do Decreto-lei 69, promulgado em 21 de novembro de 1966, que criava o instituto da "agregação", que previa "“afastamento do exercício do cargo para acompanhar o cônjuge, funcionário da carreira de Diplomata, removido para posto no exterior”, a diplomata entrou em licença, com perda de remuneração e de contagem de tempo de serviço.
Ela aposentou-se, virou embaixatriz e, deprimida, suicidou-se em 1975, em Bogotá.